# Ewa Paradies
Ewa Paradies (* 17. Dezember 1920 in Lauenburg, Hinterpommern; † 4. Juli 1946 auf dem Bischofsberg bei Danzig) war eine deutsche KZ-Aufseherin.

## Leben
Ewa Paradies verließ 1935 die Schule und arbeitete danach in Wuppertal und Erfurt als Straßenbahnschaffnerin. Bis zu ihrem Lebensende blieb sie unverheiratet. Ab August 1944 wurde sie als KZ-Aufseherin der SS im KZ Stutthof ausgebildet. Im Oktober 1944 wurde sie in das Außenarbeitslager Bromberg-Ost des KZs beordert und im Januar 1945 wieder zurück in das KZ-Hauptlager Stutthof.
Im April 1945 begleitete sie einen der letzten Transporte von gefangenen Frauen in das Außenkommando Lauenburg, von denen sie viele ermordete. Gegen Kriegsende floh sie, wurde jedoch im Mai 1945 in Lauenburg durch polnische Offiziere entdeckt und gefangen genommen.
Im Gerichtsverfahren bezüglich des KZs Stutthof erzählten mehrere Überlebende des Holocausts als Zeugen von ihrer Grausamkeit und ihren Morden. Ein Zeuge berichtete vor Gericht:
„Sie befahl einer Gruppe von weiblichen Gefangenen, sich in der Eiseskälte des Winters zu entkleiden und übergoss diese dann mit eiskaltem Wasser. Wenn die Frauen sich bewegten, dann schlug sie, Paradies, diese.“
Ewa Paradies wurde am 31. Mai 1946 zum Tode durch den Strang verurteilt. Am 4. Juli 1946 um 17 Uhr wurde sie als letzte von fünf Frauen, zu denen auch Jenny Wanda Barkmann, Elisabeth Becker, Gerda Steinhoff und Wanda Klaff gehörten, öffentlich auf dem Berg Biskupia Górka (Bischofsberg) nahe Danzig gehängt. Sie hatte einen evangelischen Hintergrund und sprach vor ihrem Tod mit dem Gefängnispfarrer.

## Bibliografie
- Daniel Patrick Brown: The Female Auxiliaries Who Assisted the SS in Running the Nazi Concentration Camp System. Atglen PA: Schiffer Publishing, Ltd., 2002. 288 Seiten. ISBN 0-7643-1444-0
  - Rezension/Buchvorstellung hierzu: The SS-Aufseherinnen (Memento vom 27. September 2007 im Internet Archive)
- Jack G. Morrison: Ravensbrück: Everyday Life in a Women’s Concentration Camp 1939–45. Markus Wiener Publishers, 2000. 380 Seiten. ISBN 1-55876-218-3
- Rochelle G. Saidel: The Jewish Women of Ravensbrück Concentration Camp. University of Wisconsin Press, 2004. 336 Seiten. ISBN 0-299-19860-X